# Mopar Automatic Transmission Fluid

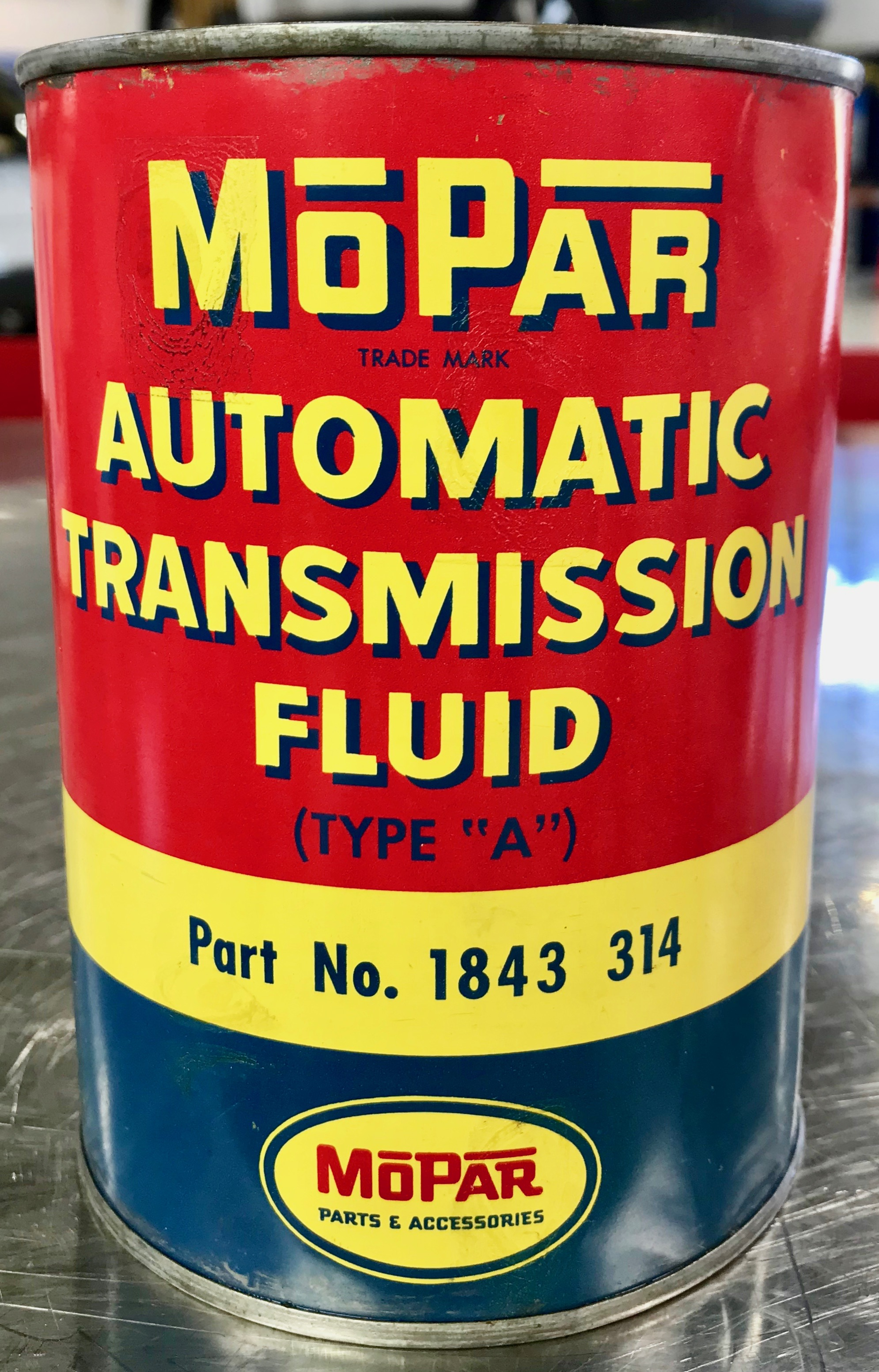
1954 Mopar Type "A" ATF

Unter dem Markennamen Mopar verkaufte Automatikgetriebeöle (ATF für „Automatic Transmission Fluid“) wurden zur Verwendung in Fahrzeugen des Herstellers Chrysler ab Baujahr 1953 hergestellt. Andere Betriebsstoffe der Marke Mopar waren für den Fluid Drive. Bereits 1938 waren halbautomatische Getriebe erhältlich. Zwischen 1952 und 1966 kaufte sich Chrysler die Nutzung der Automatikgetriebeölspezifikationen von General Motors (GM) und vermarktete sie unter dem Markennamen Mopar. 1966 begann Chrysler, seine eigenen Spezifikationen für Automatikgetriebeöle zu veröffentlichen. Chrysler Lizenzierte die eigenen ATF-Spezifikationen an Unternehmen, die die Öle herstellen und unter ihren eigenen Markennamen verkaufen. Nicht alle Betriebsstoffe von Chrysler sind für den Weiterverkauf unter einem anderen Markennamen lizenziert worden. Alle lizenzierten Chrysler-Betriebsstoffe müssen die Lizenzkennung auf dem Gebinde aufgedruckt haben. Wenn keine Lizenzkennung gefunden wird, ist die Flüssigkeit möglicherweise nicht von Chrysler freigegeben und es kann nicht sichergestellt werden, dass sie den Chrysler-Spezifikationen entspricht.
Chrysler verwendet wie viele Automobilhersteller Getriebe, die von anderen Zulieferern oder Getriebeherstellern auf der ganzen Welt bezogen wurden. Diese Getriebe werden nicht von Chrysler selbst hergestellt. Viele dieser Automatikgetriebe verwenden spezielle Öle, die auf dieser Seite möglicherweise nicht aufgeführt werden.

## Chrysler Automatic Transmission Fluids (ATF)
Das Original-Mopar-Getriebeöl (MS-3256) wurde 1966 eingeführt. Im Laufe der Jahre wurde die ursprüngliche Spezifikation durch Mopar (MS-4228), Mopar ATF+, Mopar ATF+2, Mopar ATF+3, Mopar ATF+4 ersetzt. und Mopar 8+9 Speed ATF, die neueste Ölspezifikation. Chrysler hat die Mopar ATF-Spezifikationen im Laufe der Jahre aktualisiert. Die neueren Ölen sind nicht immer rückwärtskompatibel mit früheren. Neuere 6-, 8- und 9-Gang-Getriebe sowie Plug-In-Hybrid-Getriebetechnologien (PHEV) erfordern spezielle Öle, um einwandfrei zu funktionieren. Es gibt nach wie vor einen Markt für ältere Öle, die die früheren Flüssigkeitsspezifikationen erfüllen sollen. In den folgenden Details sind   Informationen zur Abwärtskompatibilität der einzelnen Öle zu finden:

### Vor demMopar ATF1938–1966

#### 1938 – Öl für den Fluid Drive

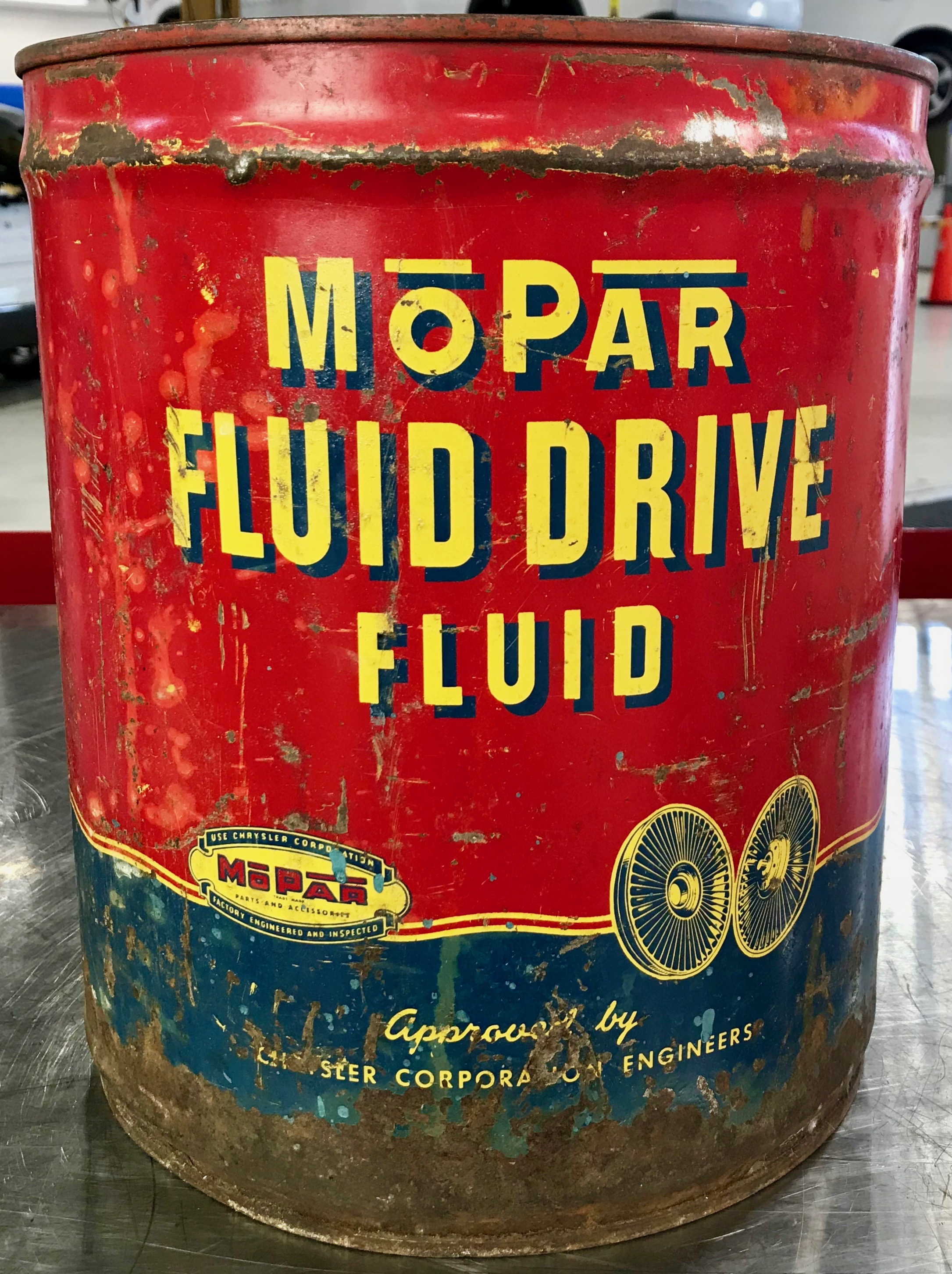
1939-1951 Mopar Fluid Drive fluid

Im Jahr 1938 bot Chrysler für das Modelljahr 1939 den „Fluid Drive“ im Custom Imperial. Dieses Auto hatte ein Drei-Gang-Schaltgetriebe, das über eine herkömmliche pedalbetätigte Lamellenkupplung (Labeled Safety Clutch) angeschlossen war. Die Kupplungsdruckplatte war über eine abgedichtete zweizeilige Föttinger-Kupplung auf den Motor gekoppelt. Das Niederdrücken des Kupplungspedals war nicht erforderlich, es sei denn, der Fahrer wollte einen Gang überspringen oder den Rückwärtsgang einlegen.
Die Föttinger-Kupplung ermöglichte es dem Motor, bei stehendem Fahrzeug und noch eingelegtem Gang weiterzulaufen. Die Föttinger-Kupplung war zu 80 % mit einem speziellen Mopar-Öl gefüllt. Diese Ausführung kam in Chrysler-Modellen von 1939 bis 1941 und 1941er Dodge-Modellen vor. Das Schaltgetriebe verwendete normales SAE 80-160 Getriebeöl.
Für die Modelljahre 1941 und 1942 wurde ein überarbeitetes Fluid Drive mit vakuumgesteuertem 4-Gang-Getriebe (M3) für  Chrysler- und Desoto-Modelle angeboten. Der M3 Fluid Drive verwendete in der Föttinger-Kupplung auch Mopar-Öl, im Getriebe jedoch normales SAE 80- oder 90-Getriebeöl. Das M3-Getriebe war nur kurz verfügbar, da die USA im Dezember 1941 in den Zweiten Weltkrieg verwickelt wurden und in die Produktion deswegen eingestellt wurde.
1946–1948: Nach dem Krieg bot Chrysler den Fluid Drive und ein neues hydraulisch betriebenes 4-Gang-Getriebe namens M5 an. Der Fluid Drive verwendete das spezielle Mopar-Öl in der Föttinger-Kupplung und das M5-Getriebe verwendete ein sehr leichtes SAE10W-Öl. Von 1949 bis 1953 bot Chrysler den Fluid Drive und ein neues hydraulisch betriebenes 4-Gang-Getriebe namens M6 an. Es gab drei Ausführungen des M6, eine verwendete die vorherige konventionelle Föttinger-Kupplung, die anderen zwei verwendeten einen Drehmomentwandler. Die Drehmomentwandlerversionen verwendeten eher Motoröl als Hydrauliköl.
Diese Öl wurde erstmals in den Föttinger-Kupplungen folgender Getriebe eingesetzt:
- 1939–1941 Fluid-Drive
- 1941–1942 M3 Fluid Drive
- 1946–1948 M5 Fluid Drive
- 1949–1953 M6 Fluid Drive

#### 1953 – GM Type „A“ fluid

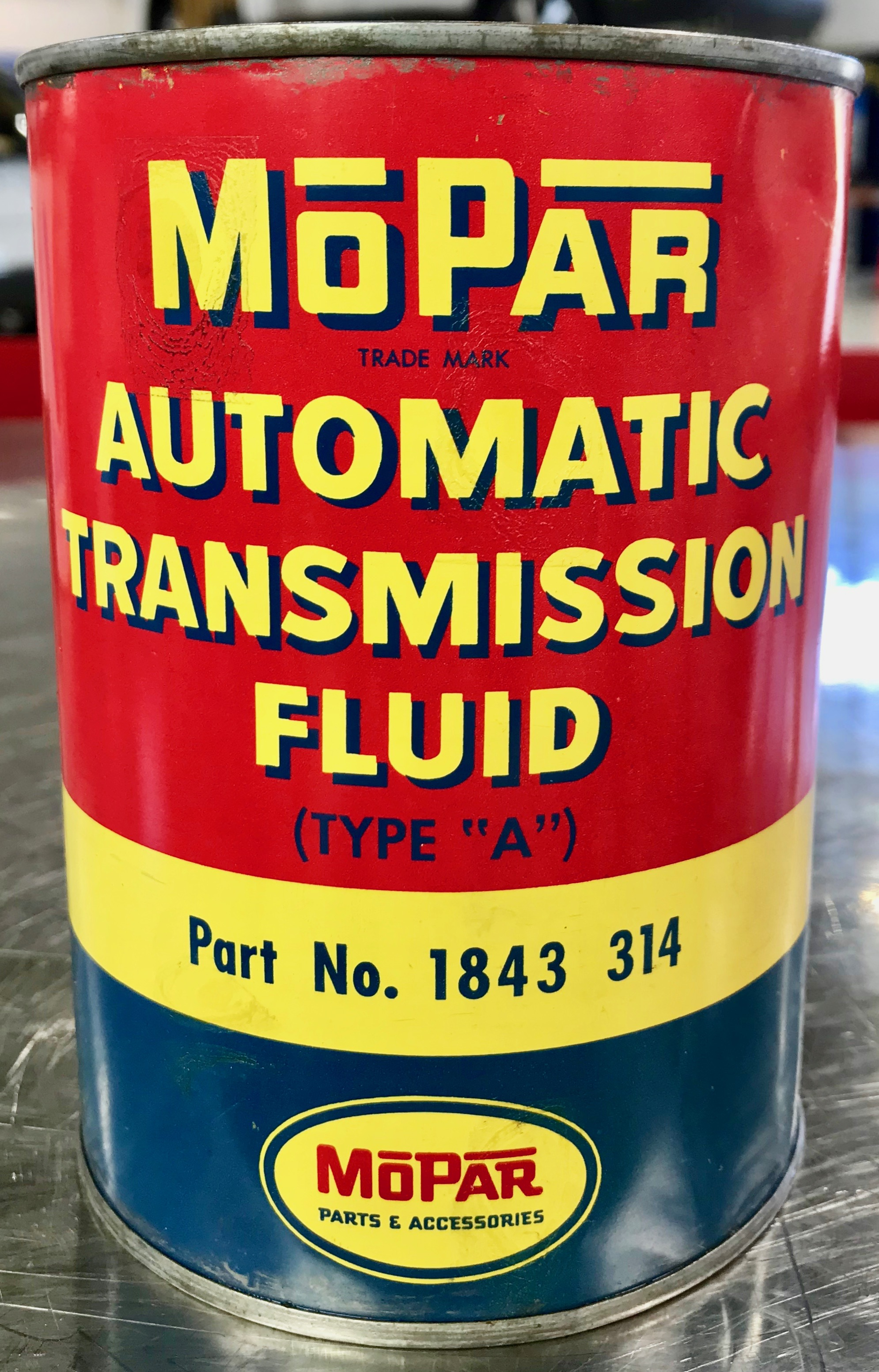
1954 Mopar Type "A" ATF. GM License No. AQ-ATF-600

Es ist wichtig zu verstehen, dass jedes Automatikgetriebe von 1949–1958 eines Fahrzeugherstellers (Oldsmobile, Cadillac, Buick, Chevrolet, Pontiac, GMC, Ford, Mercury, Lincoln, Chrysler, Dodge, Desoto, Packard und Studebaker) ein GM-Getriebe mit Öl vom Typ „A“ verwendet.
Im Jahr 1949 veröffentlichte GM eine die Typ „A“- Ölspezifikation. Bei dem Versuch, GM-Automatikgetriebeöl überall bei Einzelhändlern und Werkstätten verfügbar zu machen, arbeitete GM mit der Armor Research Foundation zusammen, um Öl- und Qualifikationstests durchzuführen. Öle, die die GM-Qualifikationsanforderungen erfüllten, erhielten die AQ-Lizenzkennung (wobei AQ für „Armor Qualification“ Ausrüsterqualität steht wie AQ-ATF-xxx). Die Lizenzkennung musste auf dem Flüssigkeitsgebinde angegeben werden.
Im Jahr 1953, 14 Jahre nachdem GM das Hydra-Matic-4-Gang-Automatikgetriebe und sein Spezial Hydra-Matic Automatikgetriebeöl herausgebracht hatte, stellte Chrysler sein erstes vollautomatisches Getriebe PowerFlite 2-Gang-Getriebe (für das Modelljahr 1954) vor. Dieses neue Automatikgetriebe benutzte das GM-Typ „A“ Automatikgetriebeöl. Chrysler wurde lizenzierter Händler des GM Typ A-Öls mit einer Ausrüsterlizenznkennung „AQ-ATF-600“. Das Typ-A-Öl wurde unter dem Markennamen Mopar verkauft.
Es wurde erstmals in folgenden Getrieben eingesetzt:
- 1954 PowerFlite 2-Gang-Automatikgetriebe
- 1956 Chrysler TorqueFlite (A-466) 3-Gang-Getriebe

#### 1957 – GM Typ A-Suffix A

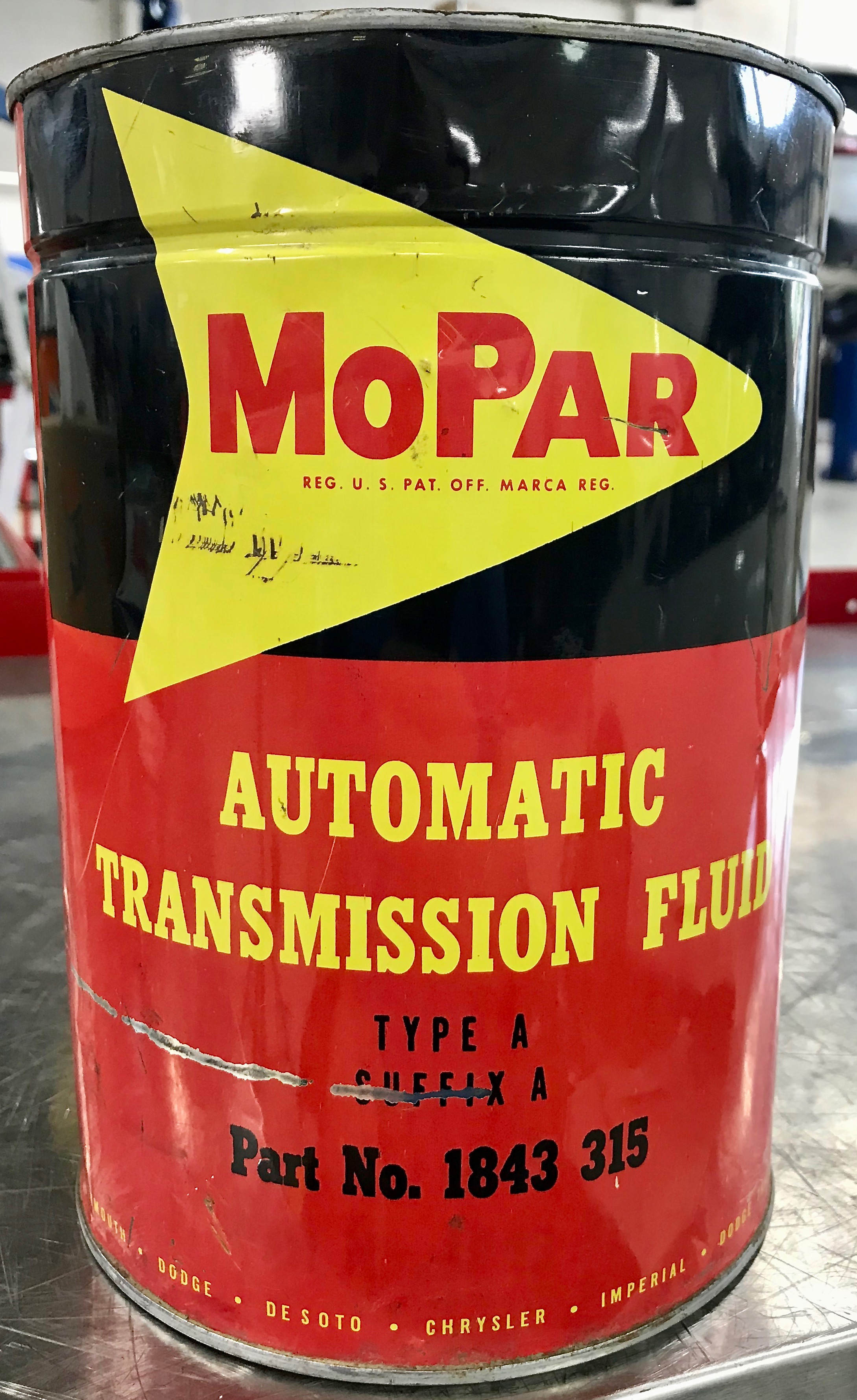
1959 Mopar Typ „A“ ATF

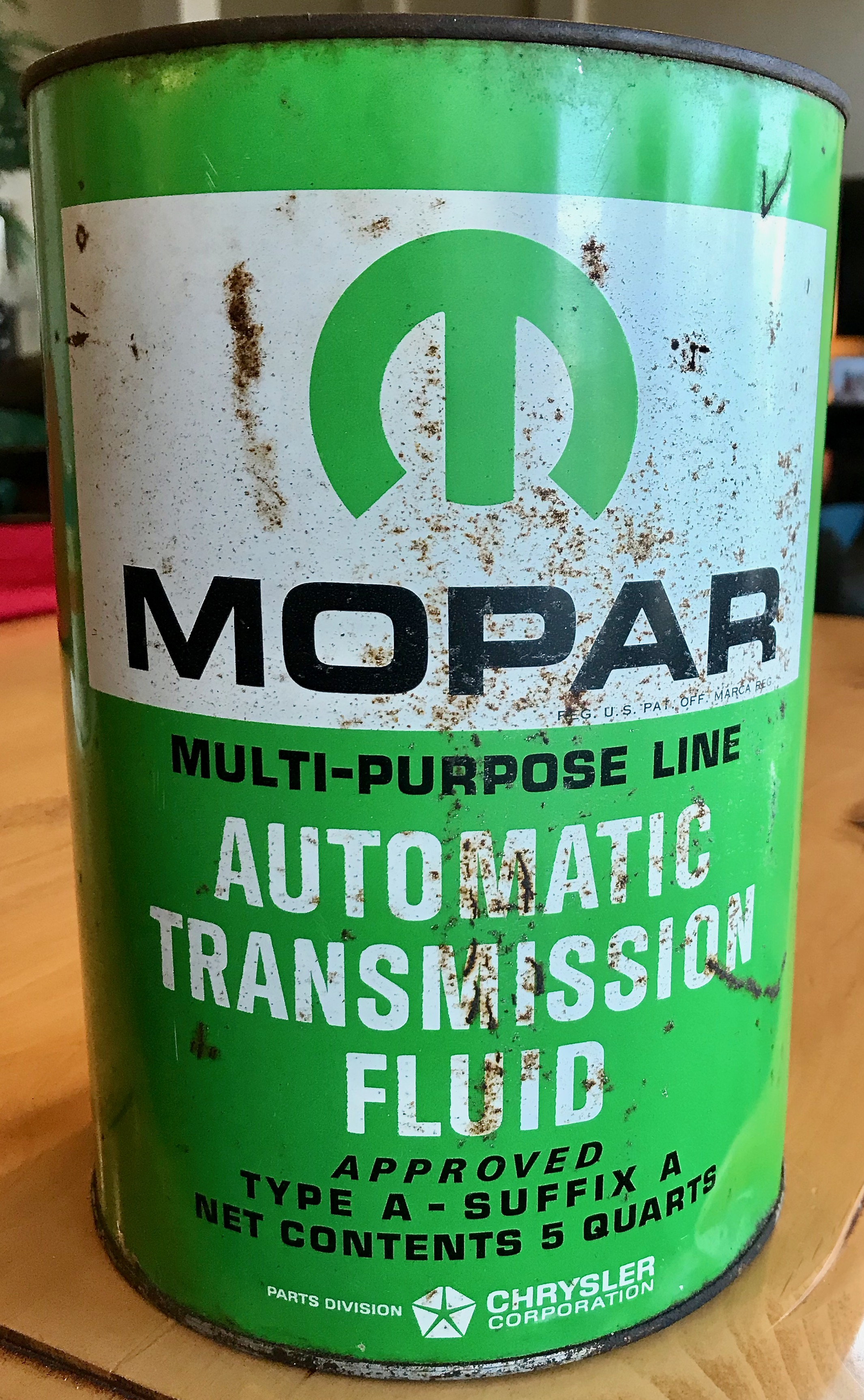
1964 Mopar Typ „A“ ATF
GM Lizenzkennung: AQ-ATF-2849A

Im Jahr 1957 veröffentlichte GM eine überarbeitete Ölsspezifikation für den Typ „A“. Dieses Öl war besser für die höheren Öltemperaturen geeignet, die durch die dort verwendeten Drehmomentwandler und Motoren mit höherer Leistung der damaligen Zeit verursacht wurden. Die Flüssigkeitsspezifikation wurde in den folgenden drei Jahren, bis 1960, jährlich erneut überarbeitet.
Chrysler wurde ein lizenzierter Wiederverkäufer dieses Öls der Rüstungsqualifikationsnummer „AQ-ATF-2849A“ und verkaufte es unter dem Markennamen Mopar.
Dieses Öl wurde erstmals in folgenden Getrieben eingesetzt:
- 1960 Chrysler TorqueFlite (A-904) (30RH) 3-Gang-Getriebe
- 1961 Mercedes-Benz K4A 025 Automatisches 4-Gang-Getriebe
- 1962 Chrysler TorqueFlite (A-727) (36RH/37RH) 3-Gang-Getriebe

### Mopar fluids

#### 1966 – Öl vom Typ MS-3256
Im Jahr 1966 brachte Chrysler seinen eigenen Materialstandard für Automatikgetriebeöle (MS-3256) auf den Markt und stellte die zukünftige Übernahme von GM-Ölspezifikationen für viele seiner eigenen Getriebe ein. Das Mopar MS-3256-Öl erfüllte auch GM Typ-„A“-Eigenschaften, dieses Öl ist abwärtskompatibel mit allen Typ-„A“-Ölen und den von 1949 bis 1966 hergestellten Öle des Typs „A“. 

#### 1968 – Öl vom Typ MS-4228

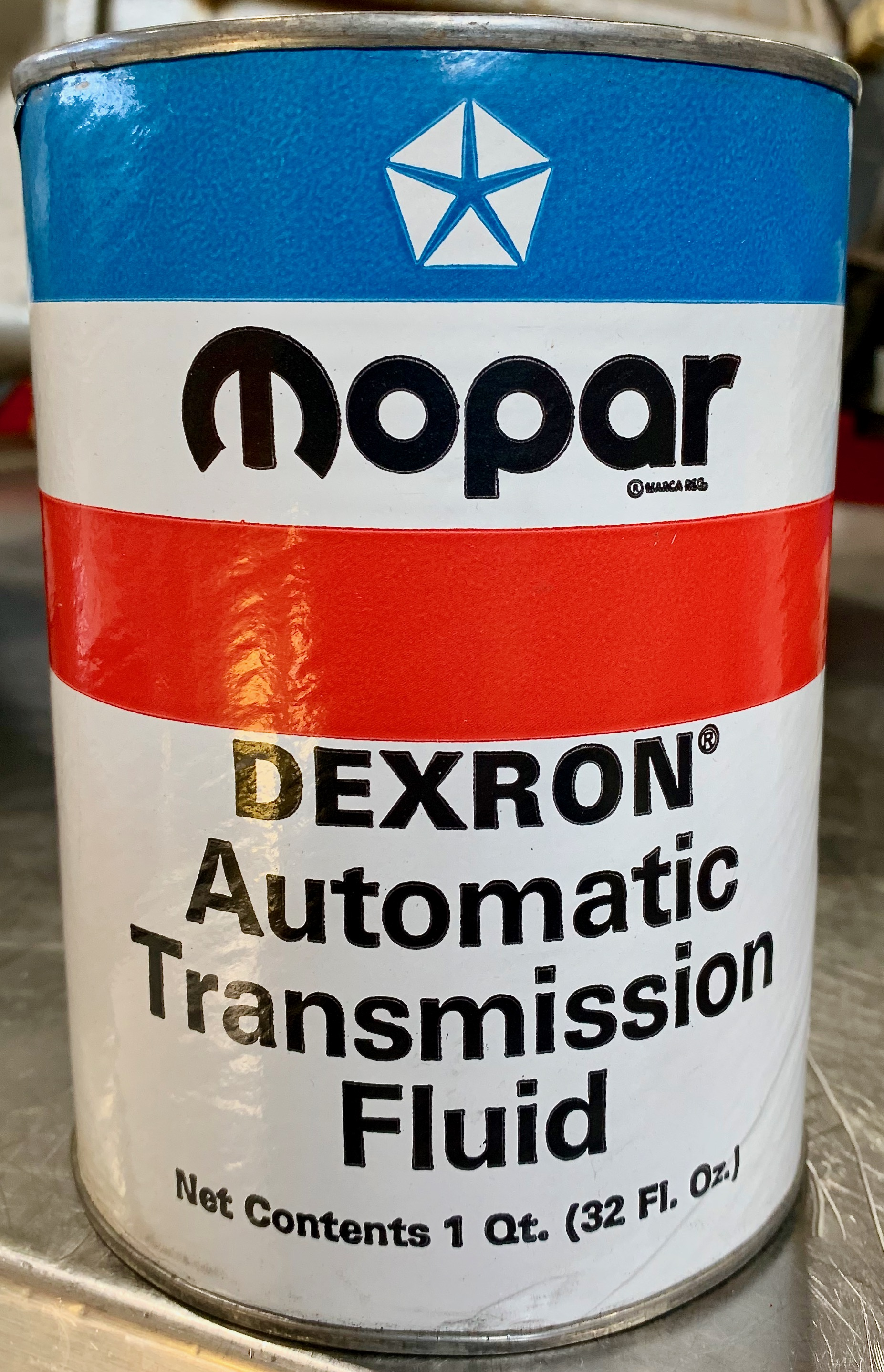
1978 Mopar Dexron (B) ATF. GM License No. B11536

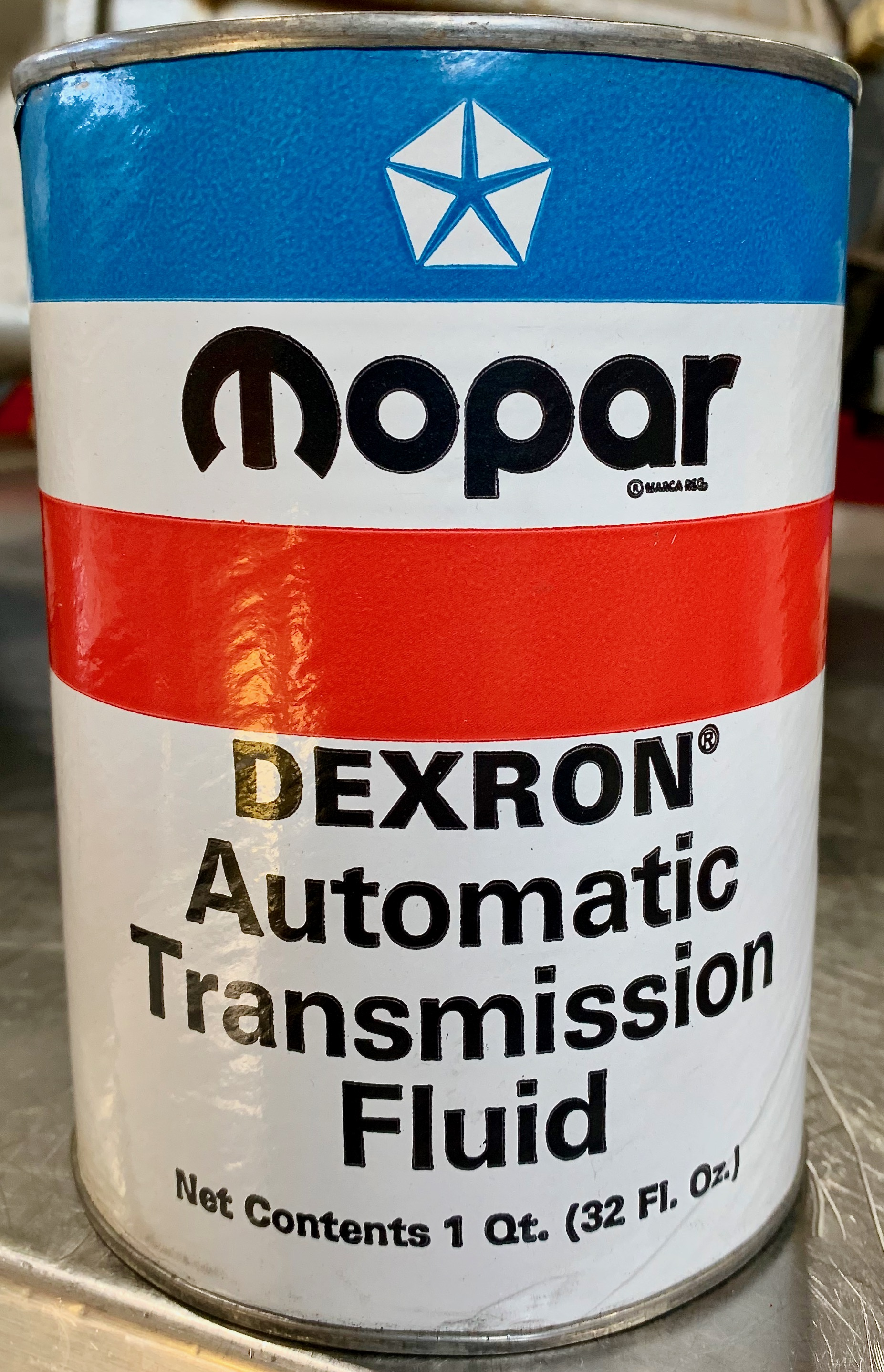
1978 Mopar Dexron II(D) ATF. GM License No. D-20866A

Im Jahr 1968 veröffentlichte Chrysler Automatikgetriebeöl Material Standard (MS-4228) mit GM Dexron (B)Ö Flüssigkeitseigenschaften. Dieses Öl hatte eine bessere Viskosität bei niedriger Temperatur, um angemessenes Schaltzeiten bei niedrigen Temperaturen gewährleistete. Das Öl hatte auch bessere Oxidationsbeständigkeitseigenschaften, was zu einer längeren Lebensdauer des Öls führte. Chrysler wurde lizenzierter Wiederverkäufer der Öle GM Dexron (B) und Dexron-II (D). Sie wurden unter dem Markennamen Mopar vermarktet.
Dieses Öl ist abwärtskompatibel mit allen Typ-A-Ölen, die zwischen 1949 und 1966 hergestellt wurden.
Es wurde erstmals im 1968 TorqueFlite (A-998) (31RH) 3-Gang-Automatikgetriebe eingesetzt:

#### 1973 – ATF+ type MS-7176 fluid

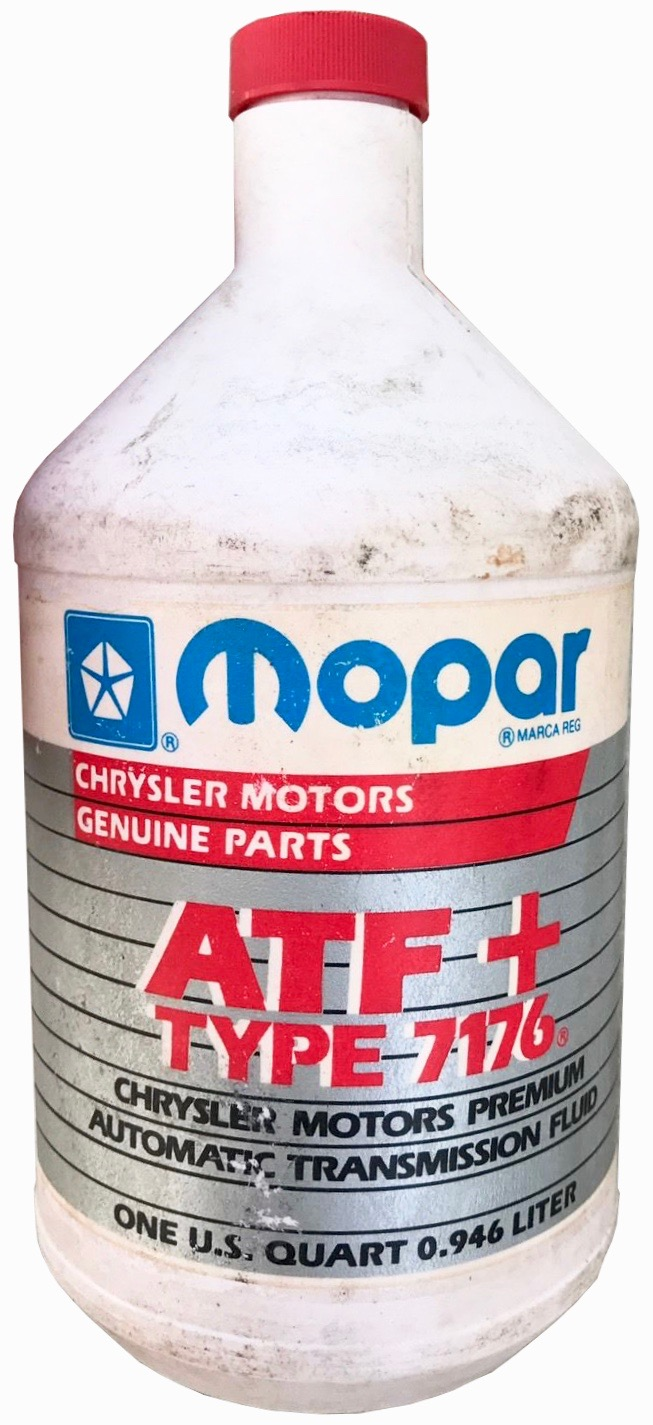
1986 Mopar ATF+ Typ MS-7176

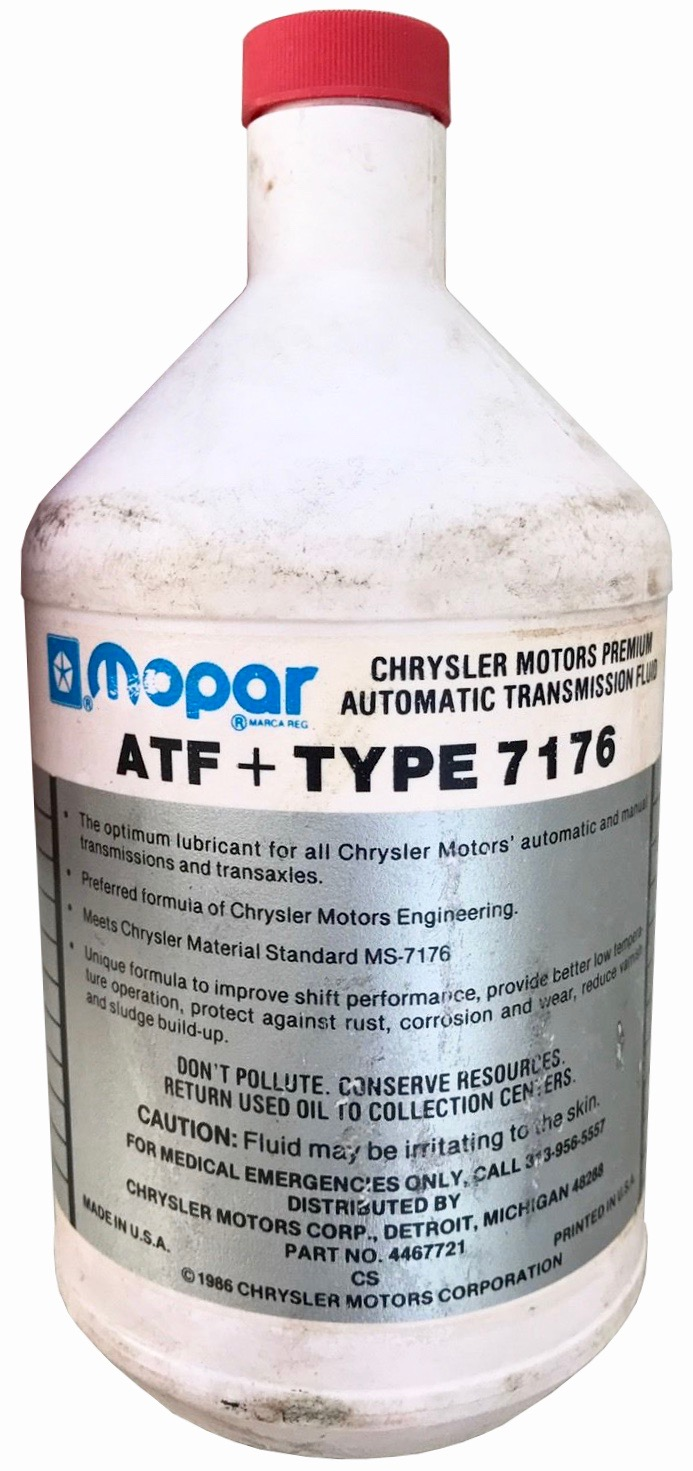
(Rückseite)

1973 brachte Chrysler das ATF+ Automatikgetriebeöl Material Standard (MS-7176) mit GM Dexron-Eigenschaften heraus. Diese verbesserte Flüssigkeit hatte neue Oxidations- und Rostinhibitoren, um die vorherigen zu ersetzen Pottwalöl Zusatzstoff. Das Öl hatte auch bessere Oxidationsbeständigkeitseigenschaften, was zu einer längeren Lebensdauer des Öls führte.
Die Kunststoffflaschen ATF+ und ATF+2 wurden wie die heutigen Bremsflüssigkeitsflaschen geformt, und ATF+ wurde häufig versehentlich von Mechanikern in hydraulische Bremssysteme gegossen. Die ATF+3-Flasche war die normal geformte Plastikölflasche mit dem versetzten Auslauf.
Dieses Öl wurde erstmals in folgenden Getrieben eingesetzt:
- 1974 TorqueFlite (A-999) (32RH) 3-Speed automatic transmission
- 1978 A-404 3-speed automatic transaxle.

#### 1980 – ATF+2 typ MS-7176D
Infolge des OPEC-Ölembargo 1973 und Kraftstoffmangel schuf 1975 die US-Regierung die Vorschriften zum Konzern-Durchschnittsverbrauch (CAFE). Die Regelungen sollten bis zum Modelljahr 1978 vollständig umgesetzt sein. Die Automobilindustrie reagierte mit der Umstellung auf drei üblicherweise nicht genutzte Getriebetechnologien:
- 4th gear (overdrive)
- Drehmomentwandlerkupplung - Torque Converter Clutch (TCC)
- Vorderradantrieb (FWD).

Die Einführung der Drehmomentwandlerkupplung (TCC) führte zu Kundenbeschwerden über Vibrationen während der Fahrt. Alle Fahrzeughersteller haben Änderungen an ihren ATF-Spezifikationen und den Steuerungen ihrer TCC vorgenommen, um das Problem zu beheben. GM veröffentlichte 1978 die Dexron-II (D) -Ölspezifikation und Chrysler 1980 die ATF+2-Ölspezifikation (MS-7176D). Dieses Ö ist mit der vorherigen ATF+-Flüssigkeit kompatibel, jedoch nicht mit Dexron-Ölen (obwohl Sie Dexron-II (D) anstelle von ATF+2 verwenden werden könnte). Die Flüssigkeiten ATF+2 und ATF+3 waren problematisch und wurden bis April 1998 vom Markt genommen.
Dieses Öl wurde erstmals in folgenden Getrieben eingesetzt:
- A-413 3-speed Transaxle (31TH) 1981
- A-470 3-speed Transaxle 1981
- A-670 3-speed Transaxle 1987
- A-604 4-speed Electronic Transaxle (40TE/41TE) 1989
- A-500 4-speed (40RH/42RH/40RE/42RE/44RE) 1988
- A-518 4-speed (46RH/46RE) 1992

#### 1993 – ATF+3 typ MS-7176E

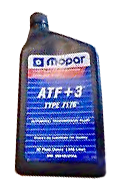
1993 Mopar ATF+3 Fluid

In den 1990er Jahren haben elektronische Steuerungen des Getriebes das alte hydraulisch-mechanisch gesteuerte System auslaufen lassen. Chrysler und Toyota waren die ersten, die 1988 elektronisch gesteuerte Getriebesysteme auf den Markt brachten, Ford folgte 1989 und GM 1991.
Die elektronische Steuerung des Schaltmusters (wann wird geschaltet), des Schaltzeitpunkts (wie lange dauert das Schalten?), Der Schaltqualität (Schaltgefühl), des Leitungsdrucks und der TCC-Anlege- und Freigaberaten wurden alle von der Leistung des ATF bei kalter Temperatur beeinflusst durch Magnete.
1993 brachte Chrysler den Materialstandard für ATF+3-Automatikgetriebeöle (MS-7176E) auf den Markt, um den Flüssigkeitsbedarf von elektronisch gesteuerten Automatikgetrieben zu decken. Diese Flüssigkeit ist mit dem vorherigen ATF+- und ATF+2-Öl kompatibel, jedoch nicht mit Dexron (obwohl  Dexron-II (D) anstelle von ATF+3 verwendet werden könnte). Die Öle ATF+2 und ATF+3 waren problematisch und wurden bis April 1998 vom Markt genommen. Sie wurden erstmals in folgenden Getrieben eingesetzt:
- A-606 4-speed FWD (42LE) 1993
- A-618 4-speed (47RH/47RE) 1994

#### 1998 – ATF+4 type MS-9602

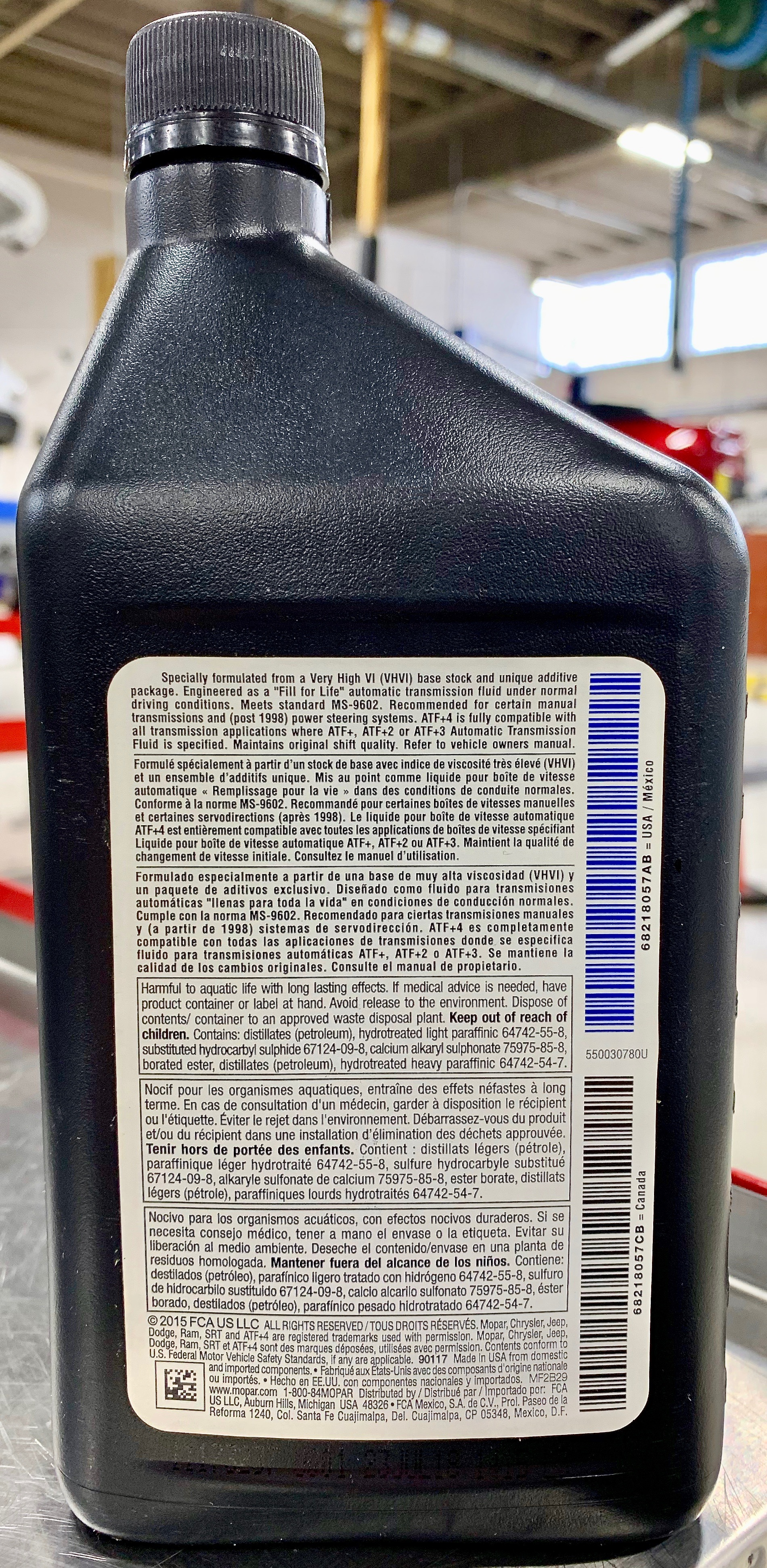
(Rückseite)

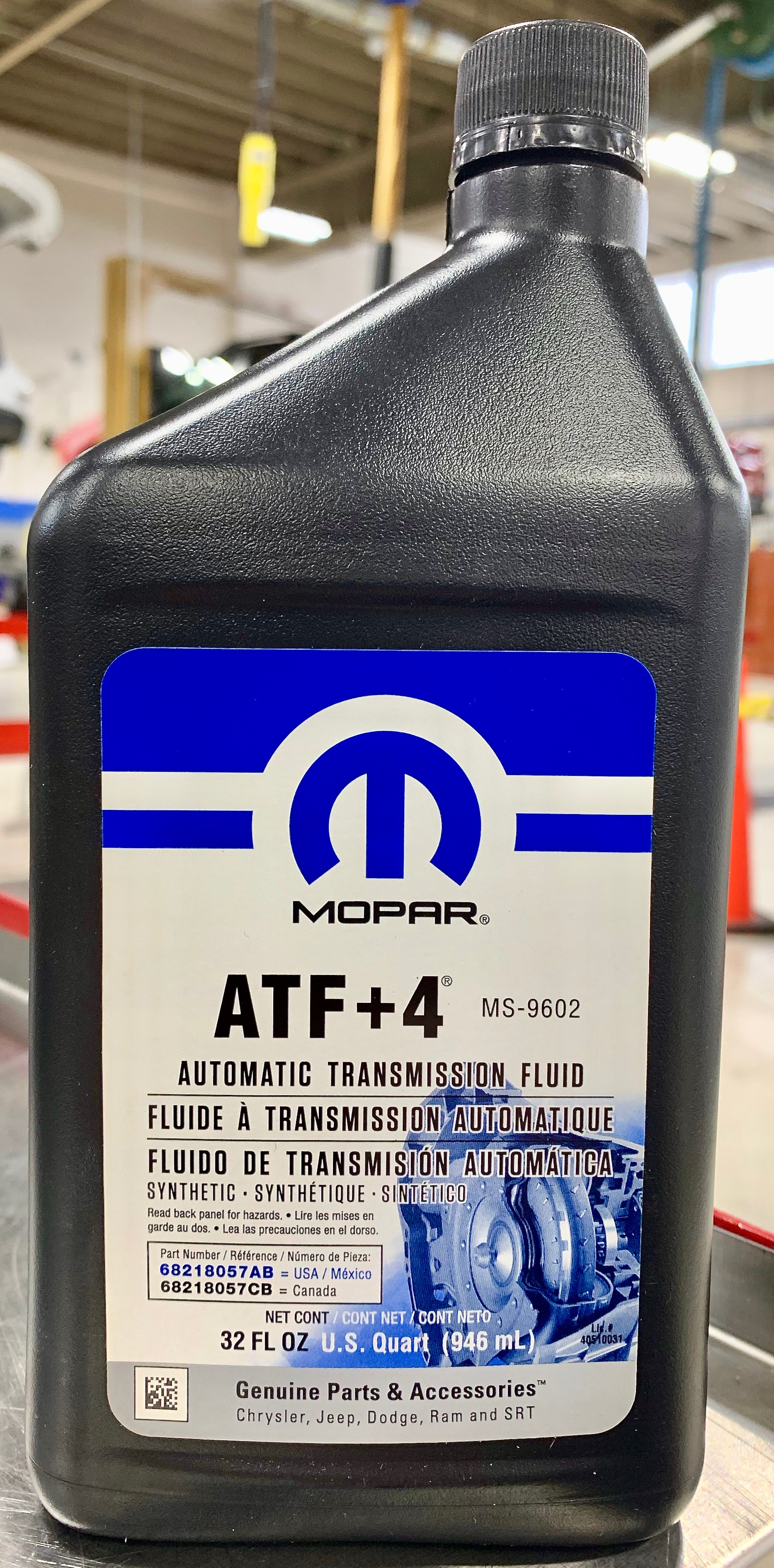
Mopar ATF+4

Einige Fahrzeuge der Jahre 1994 bis 1995 mit einer frühen Implementierung der OBD-II-Schnittstelle hatten einen P0300-Fehlercode (zufällige Fehlzündung) ausgegeben. Die Ingenieure stellten fest, dass die durch die TCC übertragenen Straßenkräfte die normalen Drehzahl der Kurbelwelle beeinflussen, und veranlassten das ECM zu der Annahme, dass es sich um einen Zylinderaussetzer handelt. Die Lösung bestand darin, eine neue Art von TCC zu schaffen, die normalerweise bei 35/min rutscht.
- Chrysler nannte dies die Electronically Modulated Clutch Control (EMCC) (elektronisch modulierte Kupplungskontrolle)
- GM nannte dies Variable Capacity Converter Clutch (VCCC) und Electronically Controlled Capacity Clutch (ECCC)
- Ford benutzte Rutschkupplungstechnik, aber gab ihr keine Namen, sondern benutzte vorhandene Bezeichnungen.
- Toyota nannte sie Slip Controlled Lock-Up Clutch (SCLC)

Andere Hersteller hatten ihre eigenen Bezeichnungen dafür. Einige EMCC-Systeme hatten während des normalen Betriebs Erschütterungen oder Vibrationen. Die Ingenieure versuchten mehrere Änderungen der ECM / TCM-Kalibrierung, aber es wurde auch eine überarbeitete Flüssigkeit benötigt, um das Problem zu beheben.
- Ford gab 1996 die neue Spezifikation Mercon V heraus.
- GM gab 1998 die Spezifikation Dexron-III (G) heraus.
- Toyota gab 1998 die Spezifikation Type T-IV heraus.
- Chrysler gab 1998 ATF+4 als MS-9602 heraus.[3]

Die ATF+4-Flüssigkeit besteht aus einem von Texaco hergestellten XHVI-Grundöl (Extra High Viscosity Index) der Gruppe 3 und einem von Lubrizol entwickelten Additivpaket.l Diese Flüssigkeit übertrifft und überdauert die bisherige Materialnorm AF+3 und wurde erstmals im November 1999 in einigen Chrysler-Minivan-Getrieben eingesetzt. Diese Flüssigkeit wird von Chrysler als "Fill for Life" -Flüssigkeit bezeichnet, nicht zu verwechseln mit Toyota. Beim Typ T-IV. Diese sind sie nicht untereinander mischbar oder austauschbar.
Der ATF+4 Typ MS-9602 Fluid Material Standard wurde 2003 (MS-6902 Change C) für die neu entwickelten 6-Gang-Getriebe überarbeitet. Dieses Fluid ist mit den vorherigen ATF+ -, ATF+2- und ATF+3-Fluiden kompatibel, jedoch nicht mit Dexron-Fluiden. Dies war Chryslers erste "Lifetime" -Flüssigkeit, bei der unter "normalen" Fahrbedingungen keine Flüssigkeits- oder Filterwechsel erforderlich waren.
Dieses Öl wurde erstmals in folgenden Getrieben eingesetzt:
- 40TE/41TE 4-Gang 2000
- 42RLE 4-Gang 2003
- NAG1 5-Gang 2005
- 40TES/41TES 4-Gang 2007
- 62TE/62TEA 6-Gang 2007
- 68RFE 6-Gang 2007
- 65RFE 6-Gang 2012
- 66RFE 6-Gang 2012

#### 2006 – CVTF+4 fluid

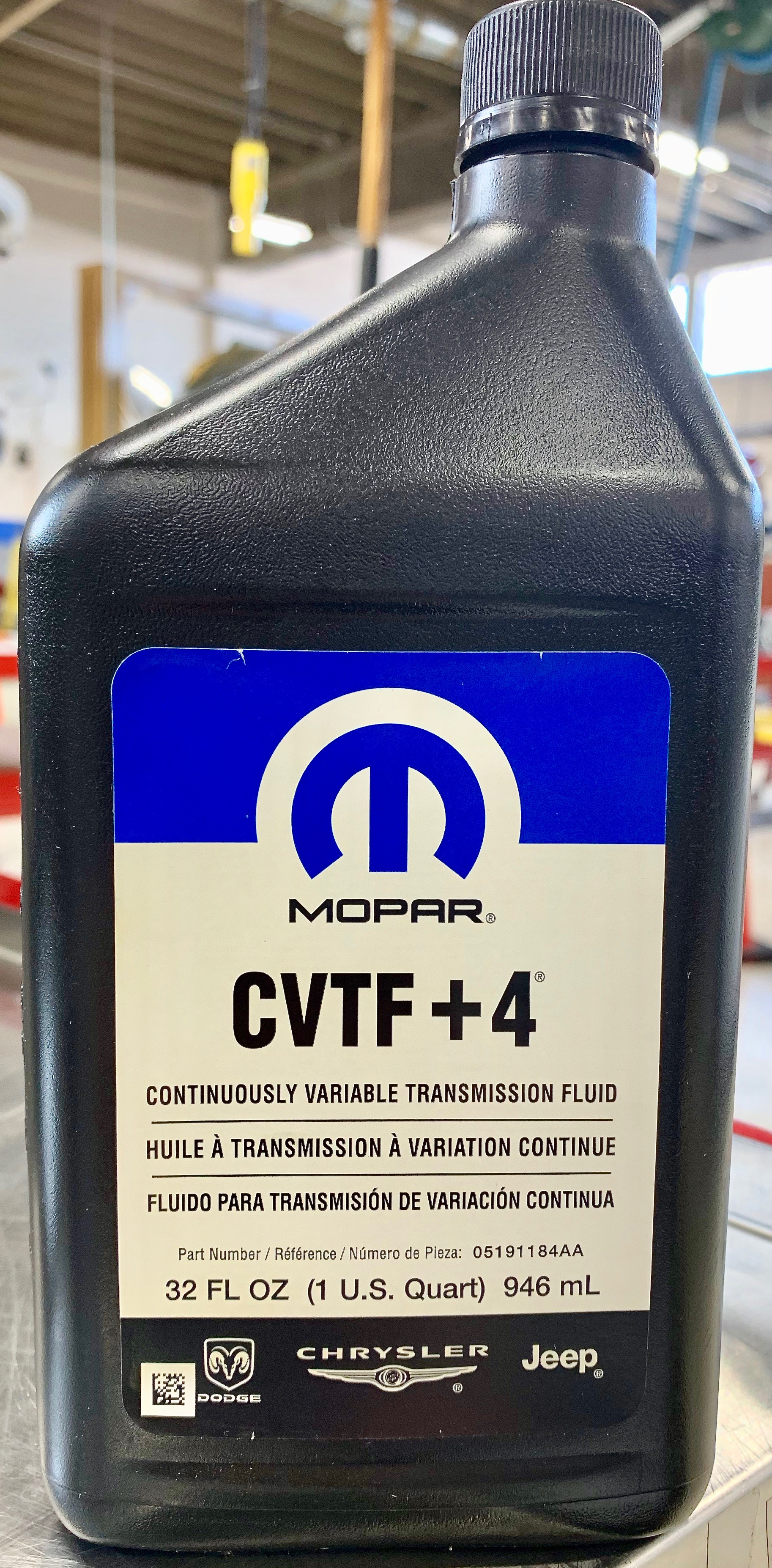
2007 Chrysler CVTF+4

Ab dem Modelljahr 2007 begann Chrysler mit dem Einsatz JATCO Stufenlose Getriebe (CVT) in einigen ihrer Fahrzeuge; Zum Beispiel der 2007–2012 Dodge Caliber, Jeep Compass / Patriot. Die von Chrysler zugelassene Flüssigkeit für das CVT ist die CVTF+4-Flüssigkeit. Diese Flüssigkeit entspricht der Flüssigkeitsspezifikation des Nissan NS-2. Im Jahr 2015 begann Chrysler, das JATCO CVT aus dem Verkehr zu ziehen und durch das zu ersetzen ZF 9HP 9-Gang-Getriebe.

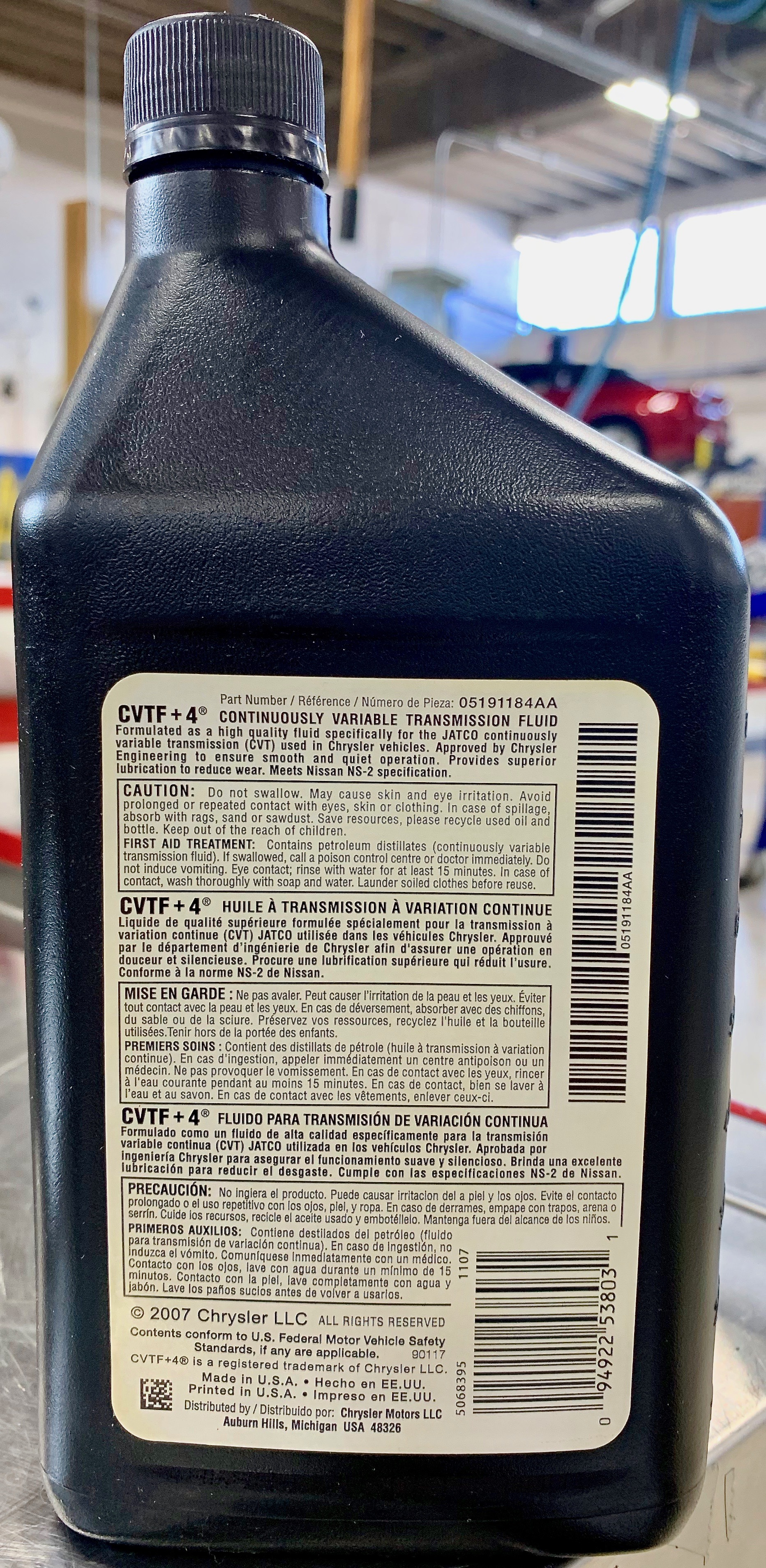
(Rückseite)

Diese Flüssigkeit wurde erstmals mit folgenden Getrieben verwendet:
- JATCO JF010E CVT
- JATCO JF011E CVT

#### 2008 – ASRC

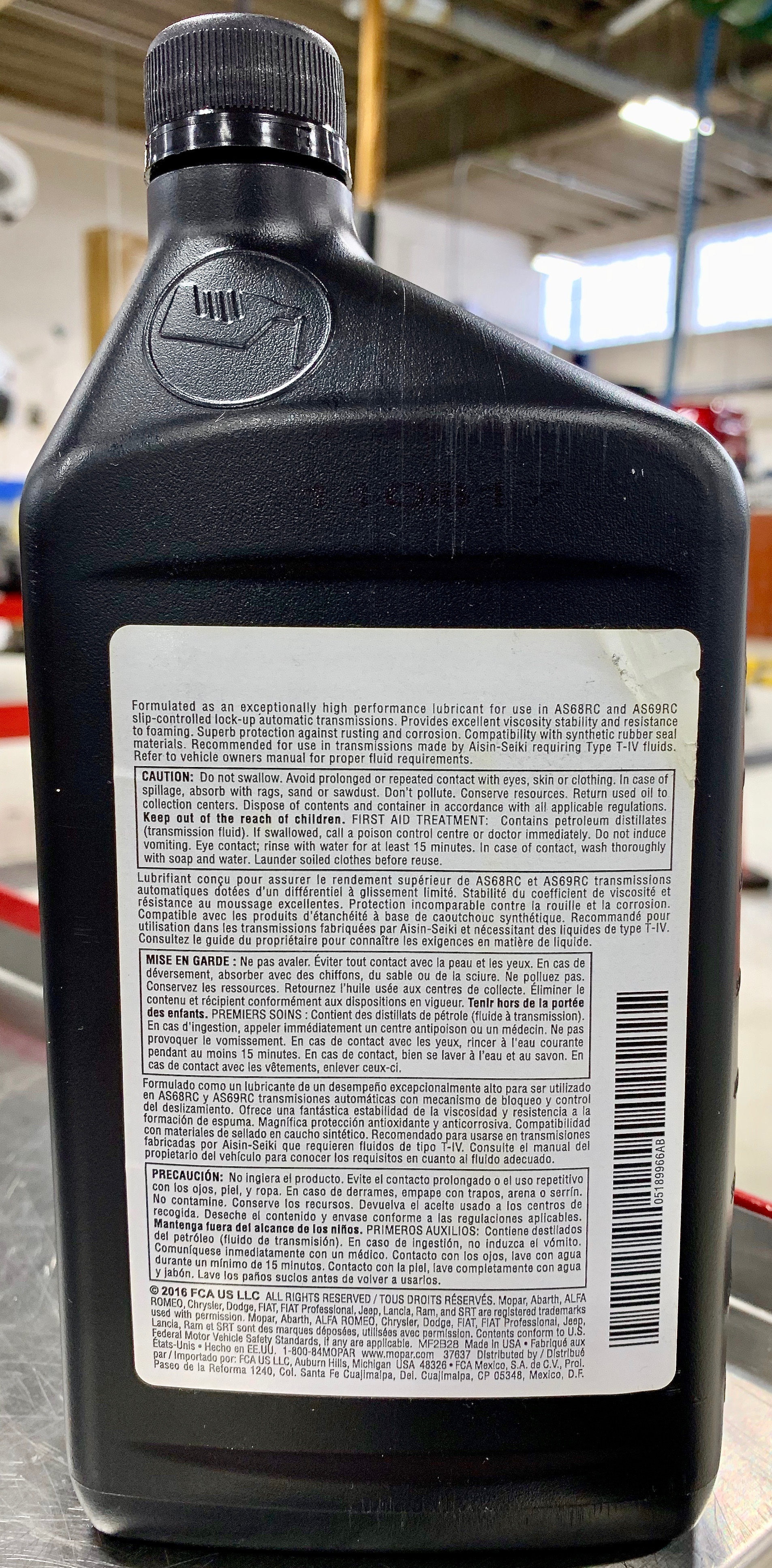
(Rückseite)

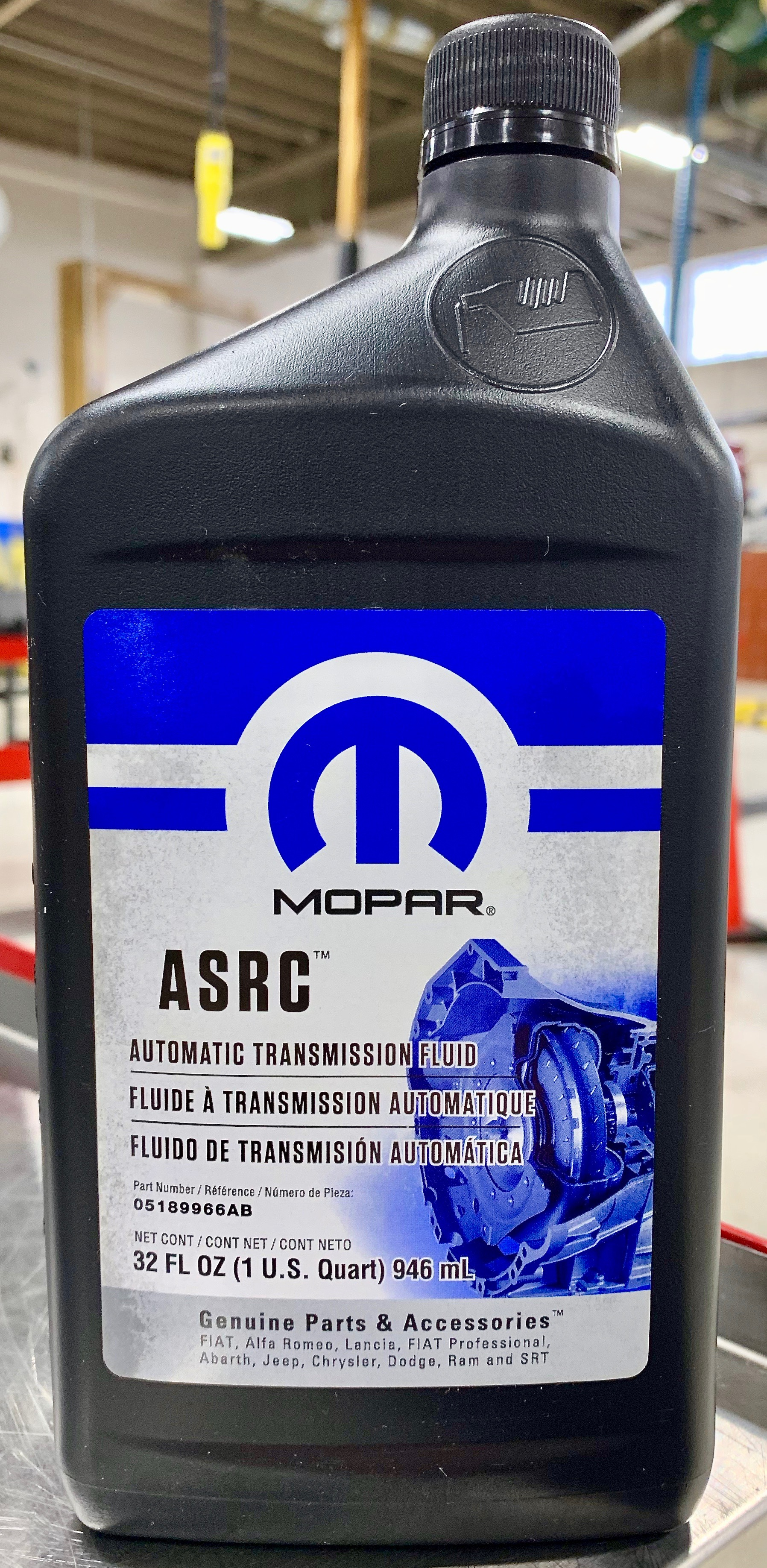
Mopar ARSC ATF

Im Jahr 2008, für das Modelljahr 2009, bezieht Chrysler Aisin-Sieki für 6-Gang-Getriebe zur Verwendung mit den Cummins-Dieselmotoren mit höherem Drehmoment. Für diese Getriebe wird das ASRC-Öl benötigt. Auf der Rückseite der Verpackung steht Diese Flüssigkeit wird für die Verwendung in Getrieben von Aisin-Seiki empfohlen, die dies erfordern Typ T-IV Öle.
Dieses Öl wurde erstmals in folgenden Getrieben eingesetzt:
- 2009 AS69RC 6-Gang-Getrieben mit Drehmoment-gesteuerter Drehmomentwandlerkupplung (TCC)
- 2009 AS68RC 6-Gang-Getrieben mit Drehmoment-gesteuerter TCC
- 2013 AS66RC 6-Gang-Getrieben mit Drehmoment-gesteuerter TCC

#### 2013 – 8 & 9 speed fluid

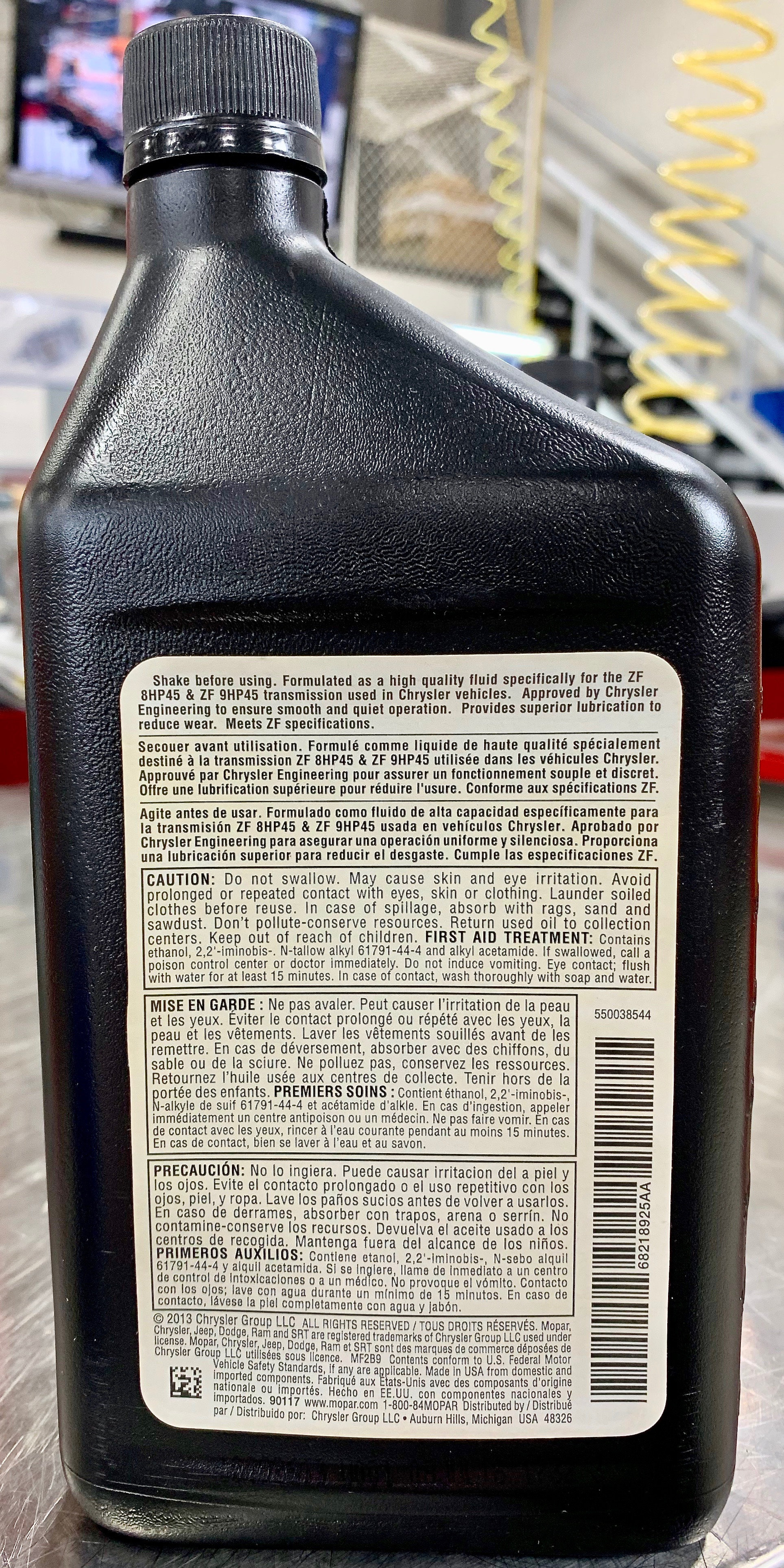
(Rückseite)

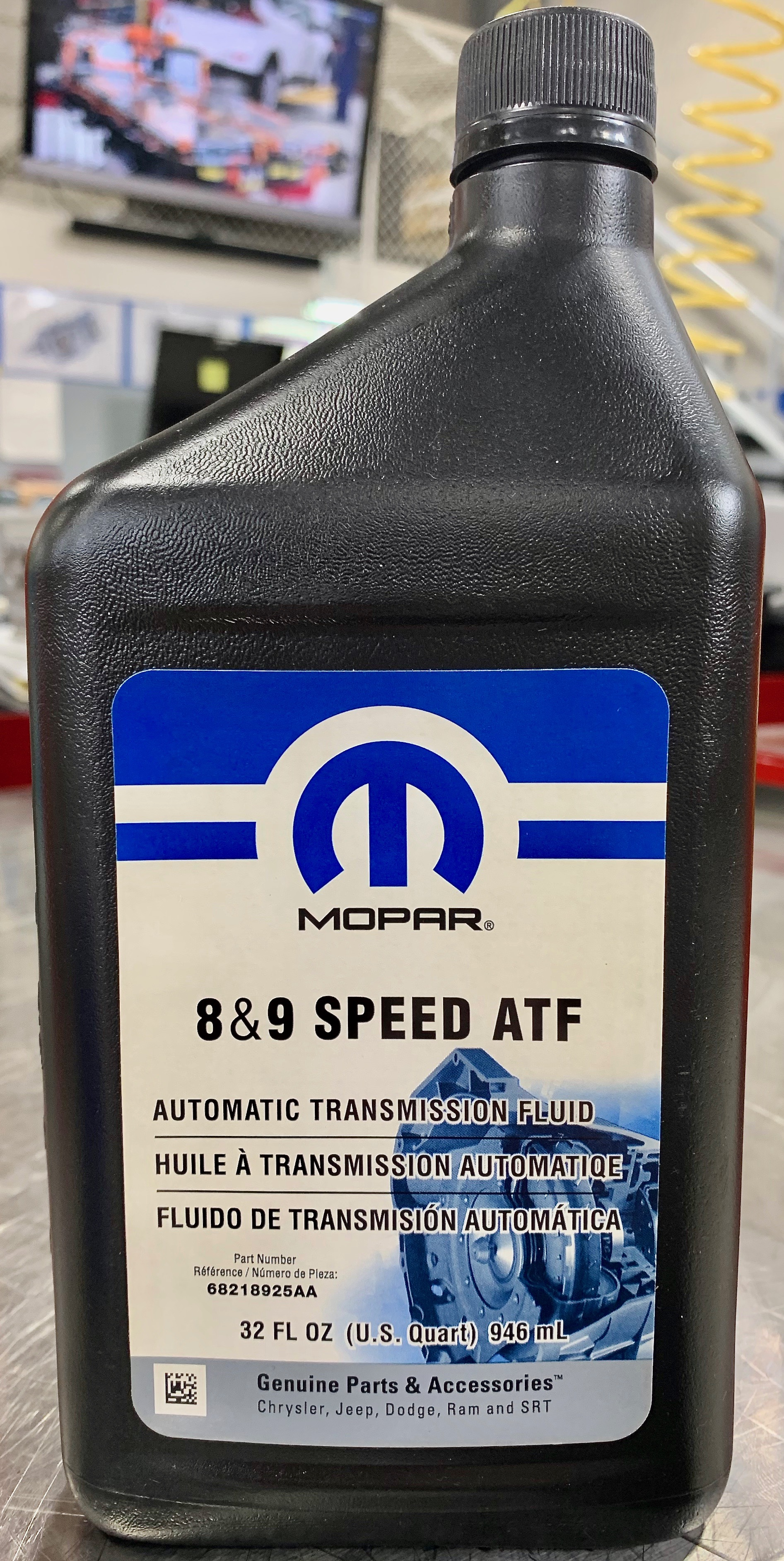
2013 Mopar 8 & 9 ATF

Mit zunehmenden CAFE-Vorschriften wurden kleinere Motoren mit sehr engen Drehmomentbändern in Fahrzeuge mit 6-, 8- und 9-Gang-Getrieben eingebaut. Chrysler-Quellen Aisin für 6-Gang-Getriebe mit dem Cummins-Diesel; ZF für 8-Gang-Getriebe für RWD/4WD-Fahrzeuge und ein 9-Gang-FWD/AWD-Getriebe für kleine SUVs. Für diese Fahrzeuge werden spezielle Flüssigkeiten benötigt.
2013 übernahm Chrysler die ZF LIFEGUARD-8-Ölspezifikation und verkaufte dies als Mopar 8&9 Speed ATF. Diese Öl ist nicht kompatibel mit vielen anderen wie Chrysler oder Dexron.
- 2013 ZF-8HP70 8-Speed RWD w/TCC and Electronic Controls
- 2013 845RE (Chrysler built ZF 8HP45) 8-Speed RWD w/TCC and Electronic Controls
- 2014 ZF-9HP45 9-Speed FWD w/TCC and Electronic Controls
- 2013 948RE (Chrysler built ZF 9HP45) 9-Speed FWD w/TCC and Electronic Controls
- 2017 Si-EVT Hybrid-Electric Transaxle

## Chrysler „Lifetime“ ATF
1967, produzierte Ford Öl vom Typ-F. Die Spezifikation des Type-F zielte darauf ab, ein „Lifetime“'-Öl zu herzustellen. Öl, das über die Gesamte Betriebszeit des Getriebes nie erneuert werden muss. Es war das erste von einigen Ford-Ölen für eine „Lifetime“. Im Werkstatt-Handbuch von 1974 stand: The automatic transmission is filled at the factory with „lifetime“ fluid. If it is necessary to add or replace fluid, use only fluids which meet Ford Specification M2C33F. Dieses Getriebe ist mit einer Ölfüllung auf Lebenszeit befüllt. Sollte es Dennoch notwendig werden, Öl zu tauschen oder nachzufüllen, nur Öl benutzen, das die Spezifikation M2C33F erfüllt. Viele andere Getriebehersteller folgten diesem Prinzip mit eigenen „Lifetime“-Automatikgetriebeölen. Bei Chrysler war das das ATF+4.

### Wie ATF eine „Lifetime“ überdauern kann
Um zu verstehen, wie ein Öl ein „Leben lang“ halten kann, wurde von Chrysler eine Studie im Jahr 1939 durchgeführt. Die Novemberausgabe 1954 des Lubrication Magazine (Herausgegeben von The Texas Company, später bekannt als Texaco) enthielt eine Geschichte mit dem Titel Evolution des Chrysler PowerFlite-Automatikgetriebes. In diesem Artikel wurde die im Chrysler Fluid Drive von 1939 verwendete Flüssigkeit sowie deren spätere Überarbeitungen und Verbesserungen bis 1954 beschrieben.
Ein Abschnitt des Merkmals beschreibt die Schmierung der Fluidkupplung des Fluidantriebs, heißt es: Die Fluidantriebsflüssigkeitskupplung ist teilweise mit Mopar Fluid Drive Fluid gefüllt, einem speziellen feinraffinierten reinen Mineralöl mit einer Viskosität von etwa 185 SUS bei 100 °F, einer hervorragenden inhärenten Oxidationsstabilität, einem hohen Viskositätsindex (100) und einer hervorragenden Fähigkeit zu Luft schnell ablassen, sehr niedriger natürlicher Stockpunkt (−25 °F), Fähigkeit, das Pilotkugellager und die Dichtungsoberfläche angemessen zu schmieren, und Neutralität zum Dichtungsbalg hin.
Die Flüssigkeit arbeitet unter nahezu idealen Bedingungen in einem im Wesentlichen hermetisch abgeschlossenen Gehäuse. Die anfänglich vorhandene geringe Menge an Luftsauerstoff wird durch eine harmlose Reaktion mit der Flüssigkeit entfernt, um eine inerte (Stickstoff-) Restatmosphäre zu hinterlassen. Infolgedessen war es nicht erforderlich, die Flüssigkeit abzulassen und zu ersetzen, und die Empfehlung zur Überprüfung des Füllstands wurde sukzessive von ursprünglich 2.500 Meilen (im Jahr 1939) auf 15.500 Meilen (im Jahr 1941) und schließlich auf „nie“ (im Jahr 1941) erweitert (1950) – oder „das Leben des Autos“.
Da Abflüsse und Füllstandskontrollen nicht nur unnötig, sondern auch häufig schädlich waren (durch die Eindringen von Luft und Zerstörung durch Schmutz), ließ Chrysler die verlockenden Füllstandskontrollstopfen schließlich weg. Dieser Mechanismus ist daher einer der wenigen, die tatsächlich für die Lebensdauer des Autos geschmiert werden. Mittlerweile gibt es unzählige Beispiele für Kupplungen, die weit über 160.000 km ohne jegliche Aufmerksamkeit betrieben werden konnten und sich zum Zeitpunkt des Ausscheidens des Fahrzeugs noch in einwandfreiem Zustand befanden.  Die Lektion, die Chrysler mit seinen Flüssigkeitsantrieben gelernt hat, gilt auch für moderne Automatikgetriebe.

### Sealed Transmissions

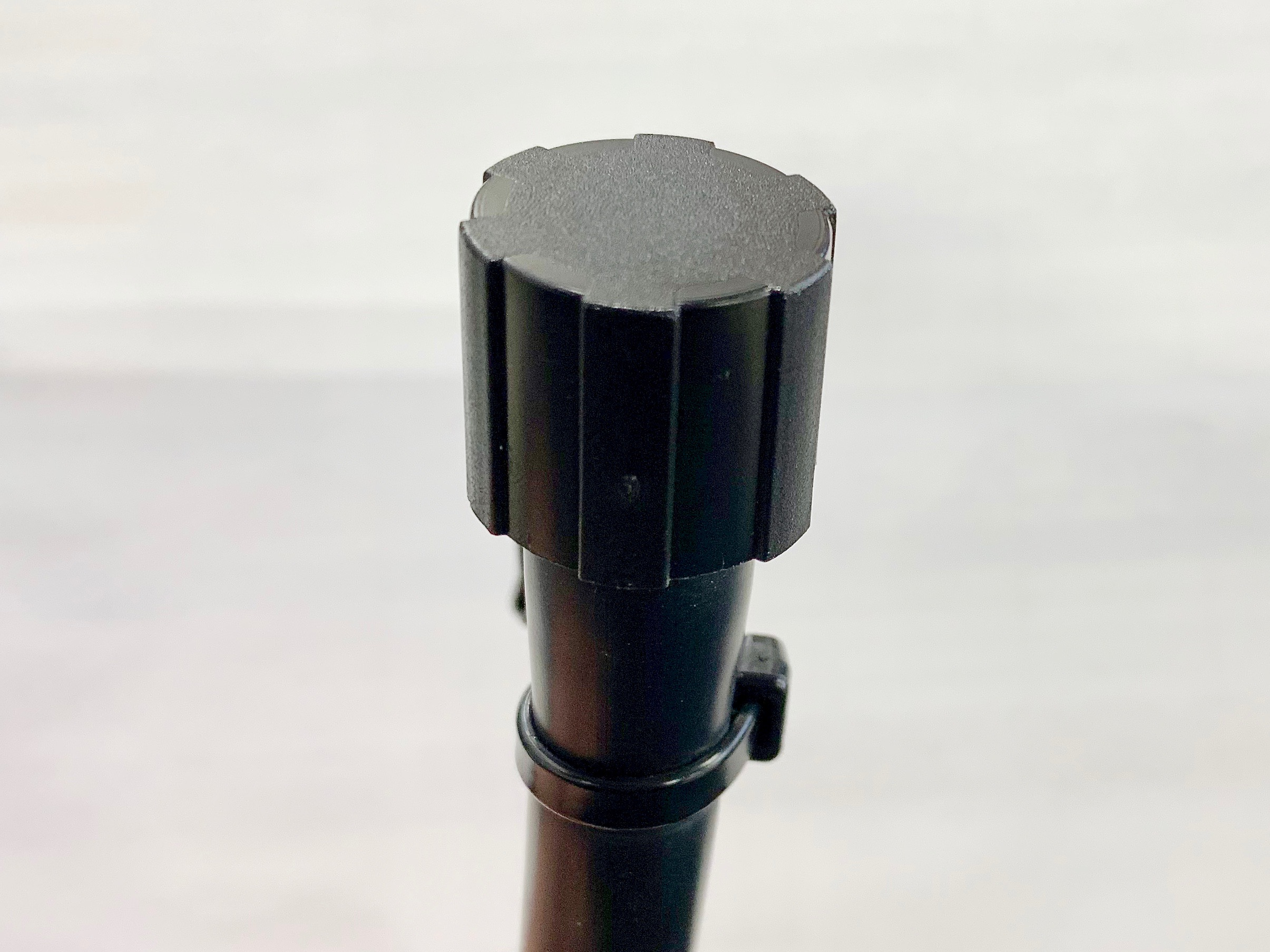
Regenschirm-Getriebeentlüftung zur Vermeidung von Wassereintritt

Automatikgetriebeflüssigkeit hält länger, wenn das Getriebegehäuse hermetisch abgedichtet werden könnte. Getriebe haben jedoch normalerweise zwei potenzielle Eintrittspunkte für Luft:
1. Das Peilstabrohr: Jedes Automatikgetriebe im ungedichteten Peilstabrohr bietet die Gelegenheit, um weiteren Sauerstoff ins Getriebe und dessen Öl zu lassen. Bereits die Kontrolle des Ölstandes kann Verschmutzung und Luftsauerstoff in das Getriebe bringen. Neuere Automatikgetriebe haben daher keinen Peilstab und einen gedichteten Füllstandsprüfung. Die vor Sauerstoff geschützten Getriebeöle leben länger.
2. Die Getriebeentlüftungsventil (TABS): Getriebe benötigen Entlüftungsöffnungen, um interne Luftdruckänderungen auszugleichen, die bei schwankenden Fluidtemperaturen und schwankenden Fluidfüllständen während des Getriebebetriebs auftreten. Ohne diese Entlüftungsöffnungen könnte sich Druck aufbauen, was zu Dichtungslecks führen kann. Vor der Verwendung von besserer Qualität Basis Öl Ende der 1990er Jahre enthielten einige ältere Entlüftungsöffnungen der Getriebeentlüftung ein Transmission Air Breathing Suppressor (TABS)-Ventil, um die Aufnahme von Sauerstoff und Wasser in die Getriebe zu verhindern. Sauerstoff reagiert mit Hochtemperatur-Getriebeöl und kann Oxidation, Rost und Korrosion verursachen. Automatikgetriebeöle, die Grundöle niedrigerer Qualität verwenden, oxidieren leichter als Flüssigkeiten, die Grundöle höherer Qualität verwenden. Chrysler und andere Getriebehersteller verwenden jetzt kleinere Entlüftungsöffnungen, die speziell dafür ausgelegt sind, Wasser fernzuhalten, aber bei Bedarf eine kleine Menge Luft durch die Entlüftung lassen.

### Versiegelte ATF-Behälter
Automatikgetriebeflüssigkeit hält länger, wenn sie aus einem ungeöffneten Behälter stammt.
1. „Nur Öl aus versiegelte Behältern benutzen“: Behälter, in denen Automatikgetriebeöl (ATF) aufbewahrt wird, müssen immer versiegelt sein. Wenn ATF der Atmosphäre ausgesetzt wird, kann es Feuchtigkeit absorbieren und möglicherweise zu Schaltproblemen führen.
2. „Nur neue Flüssigkeit verwenden“: Bei Reparaturen an mit diesem ATF befülltem Getrieben ist es wichtig, beim Nachfüllen des Getriebes nur neues, sauberes ATF zu verwenden. Das abgelassene ATF niemals wiederverwenden.

### Beispiel Wartungspläne
Lebenslange Automatikgetriebeöle aus höherer Qualität Basis Öl und einem Additivpaket sind chemisch stabiler, weniger reaktiv und oxidieren nicht so leicht wie Flüssigkeiten von geringerer Qualität, die aus minderer Qualität hergestellt werden Basis Öl und ein Additivpaket. Daher können Getriebeöle mit höherer Qualität unter normalen Fahrbedingungen (in der Regel 160.000 km oder mehr) eine lange Lebensdauer haben.
Die Definition von „Lifetime Fluid“ unterscheidet sich von Getriebehersteller zu Getriebehersteller. Informationen zum richtigen Wartungsintervall für die Flüssigkeit in Ihrem Getriebe und Ihren Fahrbedingungen finden Sie immer in der Wartungsanleitungen.

#### Beispiel ZF 8-Gang
Laut Bedienungsanleitung eines Dodge Chargers ab Modell 2018 mit „Lifetime Fluid“ und einem ZF-8-Gang-Automatikgetriebe muss Flüssigkeit und Filter „nie“ gewechselt werden; ZF, der Hersteller des ZF 8HP-Automatikgetriebes, gibt jedoch an, dass die Flüssigkeit je nach Fahrweise drei unterschiedliche Wartungsintervalle aufweist. ZF empfiehlt einen Getriebeöl- und Filterwechsel alle 100.000 km oder spätestens nach acht Jahren.
1. Normales Fahren: ZF-Automatikgetriebe sind wartungsfrei und mit speziell entwickelten teilsynthetischen ATF-Ölen gefüllt. Wartungsfreie Füllungen sind für normale Betriebsbedingungen vorgesehen.
- Unter „normalen“ Fahrbedingungen muss das Automatikgetriebeöl niemals gewechselt werden (siehe Altersbeschränkung unten).

2. Schwerer Betrieb: Fahren bei sehr hohen Betriebstemperaturen kann zu beschleunigter Alterung oder erhöhtem Verschleiß von ATF-Ölen führen. Bei überdurchschnittlichen Betriebsbedingungen wie:
- Betrieb der zu höheren Öltemperaturen führt
- regelmäßiges Schnellfahren auf Autobahnen
- offensiver und Sportlicher Fahrstil
- häufiges Fahren mit Anhänger oder Schleppbetrieb

Unter „schweren“ Fahrbedingungen wird empfohlen, das Öl und den Filter des Automatikgetriebes alle 100.000 km zu wechseln.
3. Acht Jahre alt
- ZF empfiehlt einen Getriebeölwechsel spätestens nach acht Jahren.

#### 6-Gang Beispiel
Ein 2018 RAM 1500 mit „Lifetime Fluid“ (Füllung auf Lebensdauer) und einem 6-Gang-Automatikgetriebe kann je nach Fahrweise des Fahrzeugs zwei unterschiedliche Wartungsintervalle aufweisen:
1. Normales Fahren
- Befördern Sie Passagiere und Fracht innerhalb der auf dem Etikett mit den Reifen- und Ladeinformationen empfohlenen Grenzen
- Befahren von angemessene Straßenbeläge innerhalb der gesetzlichen Fahrgrenzen

Unter Normalfahrbedingung, das ATF und den Filter alle 120.000 Meilen oder 190,000 km erneuern.
2. Schwerlast-Fahren
- Hauptsächlich im dichten Stadtverkehr bei heißem Wetter gefahren
- Überwiegend in bergigem Gelände gefahren
- Öfter Anhänger gezogen
- öfter an Rennen oder Wettbewerben gefahren
- öfter im Taxi-Betrieb, Polizei oder im Lieferdienst gefahren

Ersetzen Sie unter „schweren“ Fahrbedingungen das Automatikgetriebeöl und den Filter alle 96.560 km.

## Aftermarket ATFs

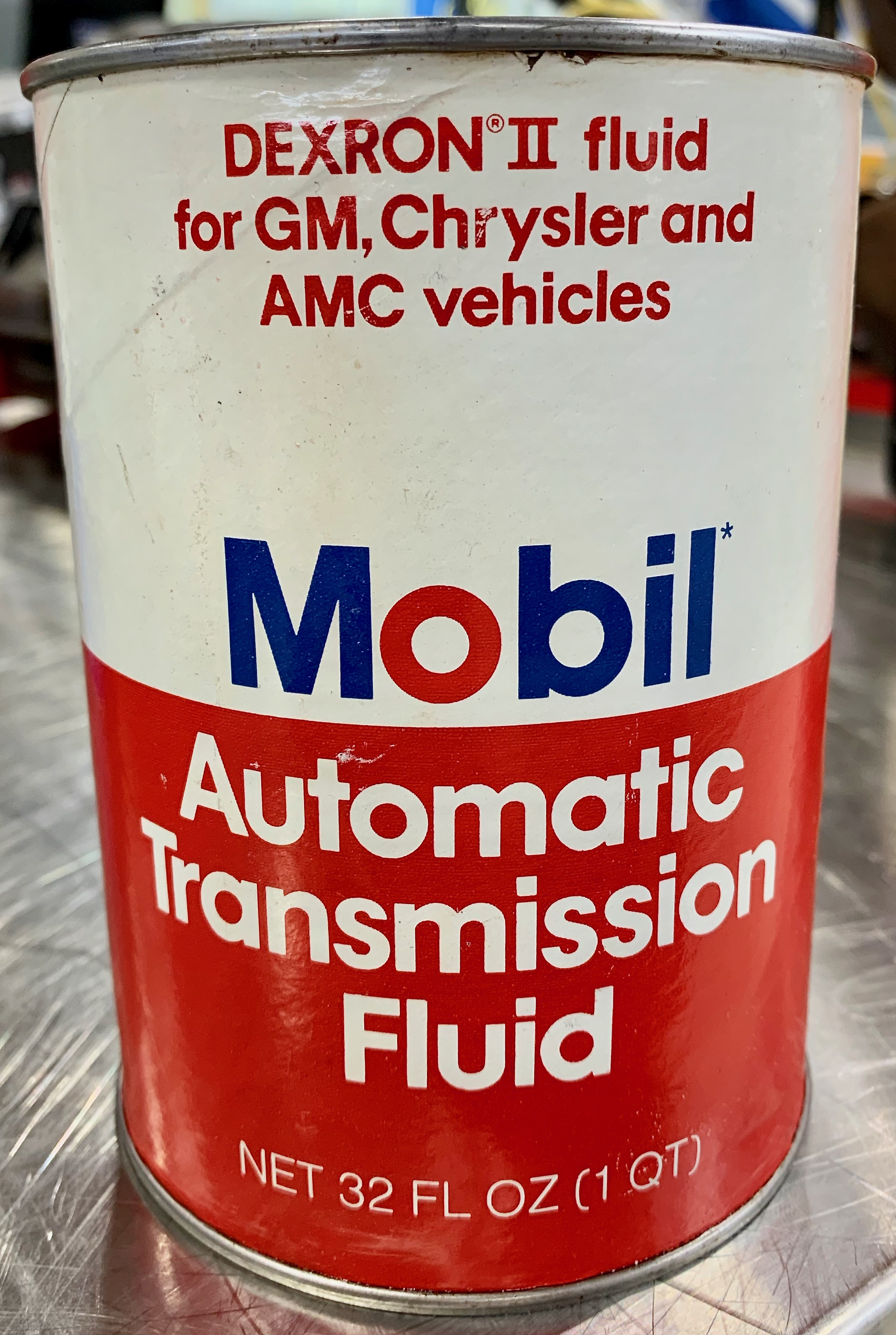
Licensed Mobil ATF 220 Dexron II(D) for GM, Chrysler, and AMC Vehicles. GM License No. D-20104

Seit über 70 Jahren produziert der Ölhersteller für einen Aftermarket sowohl freigegebene als auch nur empfohlene Betriebsstoffe und  Automatikgetriebeöle (ATF). Heutzutage werden von ihren Herstellern behauptete Aftermarket-Öle, die für die Verwendung in Automatikgetrieben von General Motors geeignet sind, weiterhin unter Namen wie Dexron/Mercon-Öle für verschiedene Zwecke und Fahrzeuge vertrieben. Nicht freigegebene Flüssigkeiten sind in der Regel kostengünstiger. Diese Flüssigkeiten werden von Chrysler nicht zur Verwendung in Chrysler-Getrieben empfohlen oder deren Rezeptur wurde nicht durch Chrysler erprobt.
Vom Fahrzeughersteller freigegebene und lizenzierte Flüssigkeiten müssen die Lizenzkennung auf dem Produktinformationsschild des Behälters oder auf dem Behältergehäuse aufgedruckt haben. Nicht lizenzierte Flüssigkeiten weisen keine Lizenzkennung auf. Die branchenspezifische Terminologie auf den Etiketten kann auch dazu beitragen, festzustellen, ob das Produkt lizenziert ist:
- „geeignet für die Verwendung“: Wenn auf dem Etikett des Gebindes angegeben ist, dass das Öl für die Verwendung in einem Fahrzeug geeignet ist, handelt es sich nicht um ein freigegebenes oder lizenziertes Öl
- „erfüllt die Anforderungen“: Wenn auf dem Etikett des Gebindes angegeben ist, dass das Öl die Anforderungen für die Verwendung in einem Fahrzeug erfüllt, handelt es sich nicht um ein freigegebenes oder lizenziertes Öl
- „übertrifft die Anforderungen“: Wenn auf dem Etikett des Gebindes angegeben ist, dass das Öl die Anforderungen von Chrysler übertrifft, handelt es sich nicht um ein freigegebenes oder lizenziertes Öl
- „zugelassen/freigegeben“: Wenn auf dem Etikett des Gebindes angegeben ist, dass das Öl für die Verwendung in einem Fahrzeug freigegeben/freigegeben ist, ist das Öl von Chrysler freigegeben und lizenziert. Die Lizenzkennung sollte auf dem Container angegeben sein.